# Libu (köping)
Libu (kinesiska: 梨埠镇, 梨埠) är en köping i Kina. Den ligger i den autonoma regionen Guangxi, i den södra delen av landet, omkring 340 kilometer öster om regionhuvudstaden Nanning. Antalet invånare är 28753. Befolkningen består av 13 615 kvinnor och 15 138 män. Barn under 15 år utgör 25,0 %, vuxna 15-64 år 65 %, och äldre över 65 år 9,0 %.
Genomsnittlig årsnederbörd är 2 157 millimeter. Den regnigaste månaden är maj, med i genomsnitt 326 mm nederbörd, och den torraste är februari, med 42 mm nederbörd.